# 莫比洛伊爾灣
68°35′S 64°45′W / 68.583°S 64.750°W
莫比洛伊爾灣（英語：Mobiloil Inlet），是南極洲的海灣，位於葛拉漢地的鮑曼海岸，處於羅克派爾峰和霍利克-凱尼恩半島之間，在1928年12月20日由澳大利亞探險家拍攝照片，現時由南極條約體系管理。